# Théâtre de la Porte Saint-Martin
Il Théâtre de la Porte Saint-Martin è un antico teatro d'opera che si trova al numero 18 di Boulevard Saint-Martin nel X arrondissement di Parigi, tuttora in attività.

## Storia

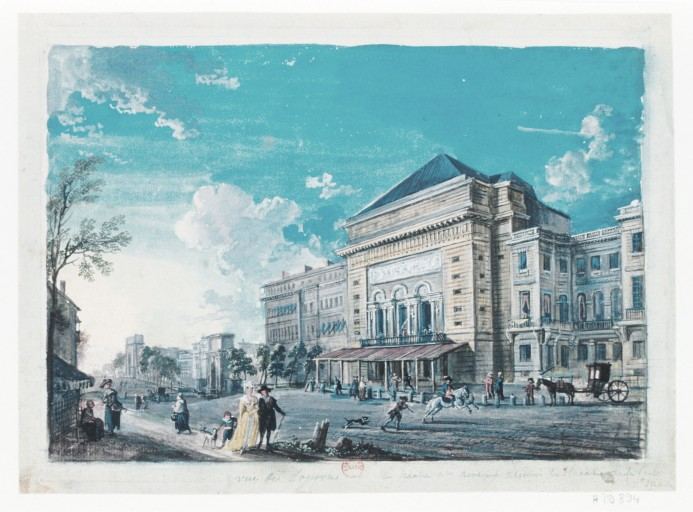
Il Théâtre de la Porte Saint-Martin c.1790

Il teatro venne costruito molto rapidamente nel 1781 sotto la direzione di Nicolas Lenoir per ospitare l'Opéra de Paris, la cui precedente sede era la seconda sala del Théâtre du Palais-Royal andata in fiamme l'8 giugno 1781. Il nuovo teatro aveva una capacità di circa 2.000 spettatori ed aveva una galleria a prezzi bassi i cui biglietti venivano venduti solo agli uomini in coda prima della rappresentazione, una platea e quattro file di palchi. L'Opéra usò il teatro dal 27 ottobre 1781 fino all'agosto del 1794.
Il teatro fu distrutto dal fuoco durante la Comune di Parigi del 1871 e sostituito, nel 1873, con un edificio progettato dall'architetto Oscar de la Chardonnière, che si avvalse dell'opera dello scultore Jacques-Hyacinthe Chevalier nella progettazione della nuova facciata. Gli interni vennero disegnati da H. Chevalier.

## Prime
- 1806: Ramire, ou le fils naturel, melodrama in 3 atti di Philippe Jacques de La Roche, musica di Francesco Bianchi.
- 1818: Les Deux Colons, opera in un atto di Joseph Aude e James Harvey D'Egville.
- 1880: L'arbre de Noël, operetta di Charles Lecocq e Georges Jacobi
- 1874: versione per il teatro de Il giro del mondo in 80 giorni di Jules Verne, adattata da Verne e Adolphe d'Ennery, che venne rappresentata 415 volte[3] (prima di passare al Théâtre du Châtelet dove venne rappresentata a lungo)
- 1887: La Tosca, scritta da Victorien Sardou per Sarah Bernhardt, fu rappresentata 200 volte
- 1897: Cyrano de Bergerac, opera di Edmond Rostand, interpretata da Benoît-Constant Coquelin nel ruolo del protagonista
- 1914: Monsieur Brotonneau, commedia di Gaston Arman de Caillavet e Robert de Flers

Tra le altre produzioni del teatro il balletto Leda, the Swiss Milkmaid (1823) e opere di Dany Boon, Charles-Gaspard Delestre-Poirson e Gaston Arman de Caillavet.